# 安徽光學精密機械研究所
中國科學院安徽光學精密機械研究所（簡稱安徽光機所）成立於1970年12月。位於安徽省合肥市西郊，蜀山湖畔的科學島上，占地面積約600餘畝。
2003年，中國科學院正式行文批准取消中國科學院合肥分院、中國科學院安徽光機所、中國科學院等離子體物理所、中國科學院固體物理所四個法人單位資格，成立一個新的法人代表單位：中國科學院合肥物質科學研究院。自此，安徽光機所成為中国科学院合肥物质科学研究院下屬的非法人科研單位。

## 組織機構
- 大氣光學中心
- 環境光學中心
- 光學遙感中心
- 激光技術中心
- 光學工程中心
- 環境光譜學室
- 機械加工部
- 光電子技術室
- 綜合辦公室

## 現任領導
- 所長：劉文清 院士
- 黨委書記：饒瑞中 研究員

## 人員結構與學科規模
現有職工375人、其中中國工程院院士2人，研究員48人，副高74人，中級技術人員110人；擁有博士後流動站2個，博士學位授予點3個，碩士學位授予點7個。

## 研究領域
激光大氣傳輸和鐳射大氣探測、激光光譜學、激光誘導擊穿光譜學、環境光學和環境監測技術、遙感和輻射定標與校正、新型激光器和晶體材料、醫學光電子學和激光醫療儀器、光纖與光電子學、光電工程等。

## 主辦刊物
《量子電子學報》、《大氣環境與光學學報》